# Collobrières
Collobrières est une commune française située dans le département du Var, en région Provence-Alpes-Côte d'Azur.

## Géographie

### Localisation
Commune située à 21,2 km de Bormes-les-Mimosas, 36,5 de Saint-Tropez, 43,5 de Toulon, et 88 de Fréjus.

### Géologie et relief
Collobrières est une commune située au cœur du massif des Maures.
Le village est entouré de vignes. De profondes forêts de châtaigniers et de chênes-lièges le surplombent.

### Sismicité
Commune située dans une zone 2 de sismicité faible.

### Voies de communications et transports

#### Voies routières
Le village est relié au reste du département par une route principale qui va de Cuers à Grimaud, et deux autres routes, une de Gonfaron à la route principale et l'autre, en aval du village en venant de Pierrefeu, quitte la route principale pour rejoindre Bormes-les-Mimosas par les Col de Babaou et Col de Gratteloup, ou au passage elle croise la route nationale 98 (France).
Une piste DFCI ouverte au public à certaines périodes de l'année permet aussi de relier Collobrières à Pignans via le sommet de Notre-Dame-des-Anges.

#### Transports en commun
- Transport en Provence-Alpes-Côte d'Azur

Commune desservie par le réseau régional de transports en commun Zou !. Les collectivités territoriales ont en effet mis en œuvre un « service de transports à la demande » (TAD), réseau régional Zou !.

### Hydrographie et les eaux souterraines
La commune est traversée par le Réal Collobrier, petit cours d'eau où l'on trouve des chevesnes, du barbeau méridional, du vairon ainsi que de nombreuses couleuvres d'eau et quelques tortues cistude.

### Climat
Pour des articles plus généraux, voir Climat de Provence-Alpes-Côte d'Azur et Climat du Var.
En 2010, le climat de la commune est de type climat méditerranéen franc, selon une étude du Centre national de la recherche scientifique s'appuyant sur une série de données couvrant la période 1971-2000. En 2020, Météo-France publie une typologie des climats de la France métropolitaine dans laquelle la commune est exposée à un climat méditerranéen et est dans la région climatique  Var, Alpes-Maritimes, caractérisée par une pluviométrie abondante en automne et en hiver (250 à 300 mm en automne), un très bon ensoleillement en été (fraction d’insolation > 75 %), un hiver doux (8 °C) et peu de brouillards. 
Pour la période 1971-2000, la température annuelle moyenne est de 14,4 °C, avec une amplitude thermique annuelle de 15,2 °C. Le cumul annuel moyen de précipitations est de 927 mm, avec 7,8 jours de précipitations en janvier et 1,6 jours en juillet. Pour la période 1991-2020, la température moyenne annuelle observée sur la station météorologique installée sur la commune est de 14,6 °C et le cumul annuel moyen de précipitations est de 822,8 mm. 
La température maximale relevée sur cette station est de 39,9 °C, atteinte le 5 août 2017 ; la température minimale est de −9,6 °C, atteinte le 26 janvier 2005,,. 
| Mois                                  | jan.          | fév.            | mars            | avril         | mai            | juin          | jui.           | août          | sep.          | oct.            | nov.            | déc.          | année     |
| ------------------------------------- | ------------- | --------------- | --------------- | ------------- | -------------- | ------------- | -------------- | ------------- | ------------- | --------------- | --------------- | ------------- | --------- |
| Température minimale moyenne (°C)     | 1,8           | 1,5             | 3,6             | 6,3           | 9,8            | 13            | 15,3           | 15,2          | 12,2          | 9,6             | 5,4             | 2,7           | 8         |
| Température moyenne (°C)              | 7,3           | 7,6             | 10,1            | 12,7          | 16,7           | 20,3          | 23,2           | 23,2          | 19,3          | 15,5            | 10,9            | 8,1           | 14,6      |
| Température maximale moyenne (°C)     | 12,9          | 13,8            | 16,5            | 19,2          | 23,5           | 27,7          | 31,1           | 31,2          | 26,4          | 21,5            | 16,4            | 13,4          | 21,1      |
| Record de froid (°C) date du record   | −9,6 26.01.05 | −9,6 13.02.1999 | −9,3 02.03.05   | −3,7 08.04.21 | 0,8 06.05.1991 | 3,7 03.06.06  | 7,3 01.07.1991 | 6,5 23.08.07  | 2 18.09.01    | −3,4 30.10.1997 | −9,1 23.11.1998 | −9,3 30.12.05 | −9,6 2005 |
| Record de chaleur (°C) date du record | 23,1 10.01.15 | 24,9 03.02.20   | 26,6 19.03.1998 | 28,4 23.04.09 | 35 28.05.06    | 38,4 28.06.19 | 39,7 20.07.23  | 39,9 05.08.17 | 36,1 05.09.16 | 30,9 08.10.23   | 26,1 14.11.23   | 22 23.12.22   | 39,9 2017 |
| Précipitations (mm)                   | 97,9          | 60,6            | 59,8            | 66,7          | 47,1           | 40,1          | 12,2           | 17,8          | 78,4          | 107,8           | 143,1           | 91,3          | 822,8     |

| Diagramme climatique                                  |             |             |             |             |            |              |              |              |              |              |             |
| J                                                     | F           | M           | A           | M           | J          | J            | A            | S            | O            | N            | D           |
| 12,91,897,9                                           | 13,81,560,6 | 16,53,659,8 | 19,26,366,7 | 23,59,847,1 | 27,71340,1 | 31,115,312,2 | 31,215,217,8 | 26,412,278,4 | 21,59,6107,8 | 16,45,4143,1 | 13,42,791,3 |
| Moyennes : • Temp. maxi et mini °C • Précipitation mm |             |             |             |             |            |              |              |              |              |              |             |

Les paramètres climatiques de la commune ont été estimés pour le milieu du siècle (2041-2070) selon différents scénarios d'émission de gaz à effet de serre à partir des nouvelles projections climatiques de référence DRIAS-2020. Ils sont consultables sur un site dédié publié par Météo-France en novembre 2022.

### Communes limitrophes
| Puget-Ville, Carnoules (par un quadripoint), Pignans | Gonfaron, Les Mayons | La Garde-Freinet, Grimaud |
| Pierrefeu-du-Var                                     | Collobrières         | La Môle                   |
| La Londe-les-Maures                                  |                      | Bormes-les-Mimosas        |

## Urbanisme

### Typologie
Au 1er janvier 2024, Collobrières est catégorisée bourg rural, selon la nouvelle grille communale de densité à sept niveaux définie par l'Insee en 2022.
Elle est située hors unité urbaine et hors attraction des villes,.

### Occupation des sols
Le tableau ci-dessous présente l'occupation des sols détaillée de la commune en 2018, telle qu'elle ressort de la base de données européenne d’occupation biophysique des sols Corine Land Cover (CLC).
| Type d’occupation                             | Pourcentage | Superficie (en hectares) |
| --------------------------------------------- | ----------- | ------------------------ |
| Tissu urbain discontinu                       | 0,9 %       | 106                      |
| Terres arables hors périmètres d'irrigation   | 0,2 %       | 26                       |
| Vignobles                                     | 3,2 %       | 364                      |
| Prairies et autres surfaces toujours en herbe | 0,2 %       | 27                       |
| Systèmes culturaux et parcellaires complexes  | 0,6 %       | 64                       |
| Forêts de feuillus                            | 31,7 %      | 3586                     |
| Forêts de conifères                           | 2,6 %       | 300                      |
| Forêts mélangées                              | 7,8 %       | 884                      |
| Végétation sclérophylle                       | 52,1 %      | 5893                     |
| Végétation clairsemée                         | 0,3 %       | 29                       |
| Plans d'eau                                   | 0,4 %       | 42                       |
| Source : Corine Land Cover                    |             |                          |

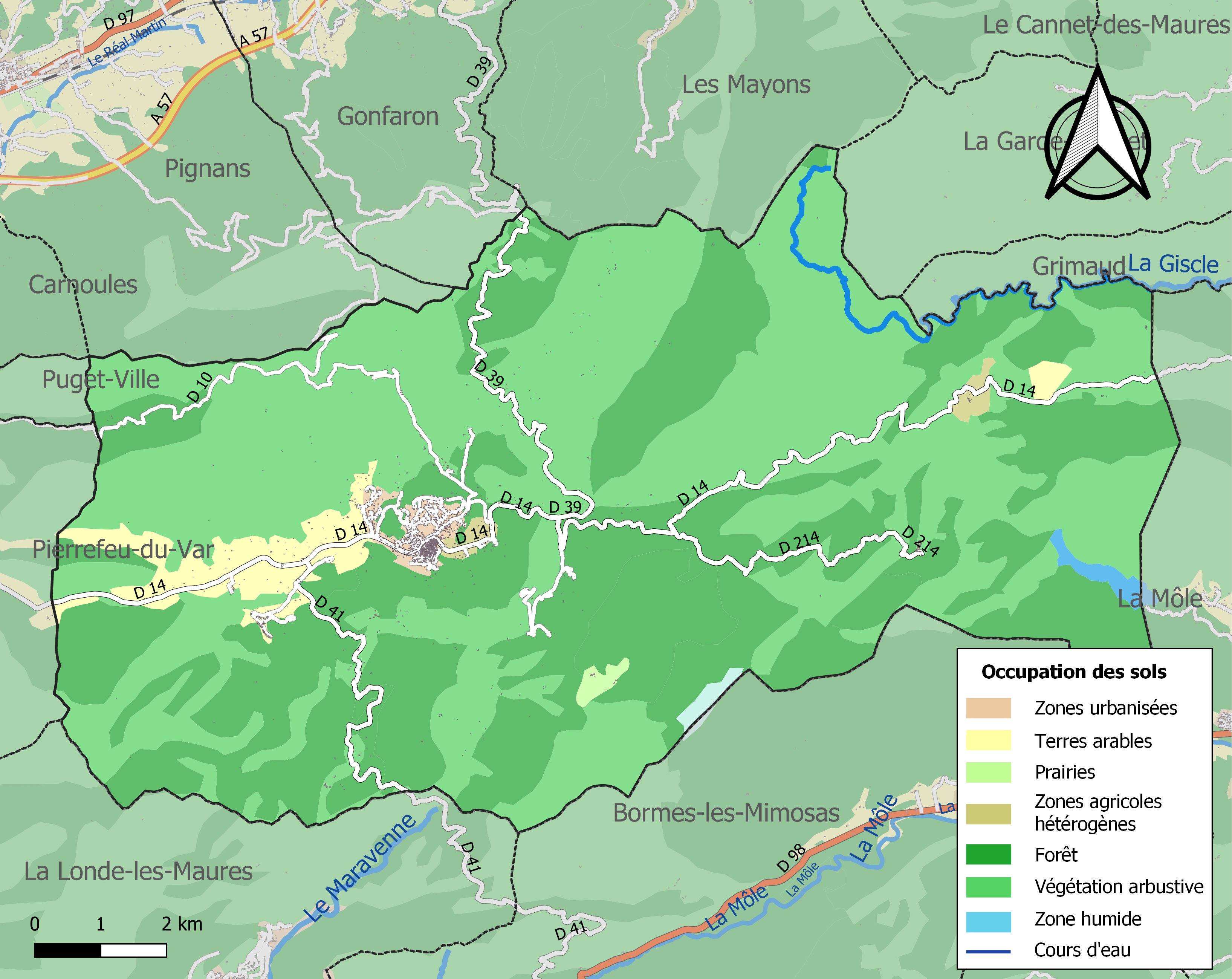
Carte des infrastructures et de l'occupation des sols de la commune en 2018 (CLC).

La commune dispose d'un plan local d'urbanisme dont la dernière procédure a été approuvée le 28 mars 2019, et relève du schéma de cohérence territoriale Provence Méditerranée.

## Toponymie
Le nom  de la commune vient du provençal coulobro/colòbra ("couleuvre"). Collobrières s'écrit Couloubriero en occitan provençal selon la norme mistralienne, ou bien Colobriera en occitan provençal selon la norme classique[réf. nécessaire].

## Histoire

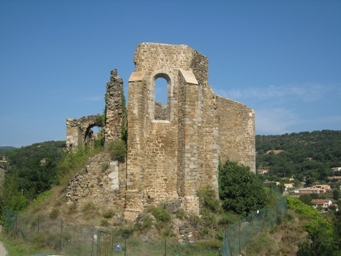
Ruines de l'église Saint-Pons.

Le village de Collobrières est considéré comme la « capitale de la châtaigne ». Une fabrique de marrons glacés y est implantée depuis plusieurs décennies. La fête de la Châtaigne y est célébrée les trois derniers dimanches d'octobre de chaque année et offre à ses quelques milliers de visiteurs marché artisanal, course pédestre et animations en tous genres.
Collobrières a été fondée au  XIIe siècle. Elle possède d'ailleurs un pont en pierre de cette époque (le Pont Vieux) et une église actuellement en rénovation (l'église Saint-Pons).
En août 1863, un incendie détruit entièrement les forêts de chênes-lièges qui étaient une des principales richesses de la région ; s'étendant aux communes voisines du Puget, Cuers et Carnoules, il ravage 6 000 hectares de bois,.
Dans le contexte de la fin de la guerre d’Algérie, un hameau de forestage a été construit en novembre 1962 à 14 km du centre du  village, à Capelude, à destination de familles de harkis. Le conseil municipal n'avait pas souhaité le voir implanté plus près. Finalement, en septembre 1970, les familles ont été transférées sur le site de La Capelle, plus proche, à 2,8 km du centre village.
Le 17 juin 2012, deux femmes gendarmes y trouvent la mort lors de l'interpellation d'Abdallah Boumezaar. Ce dernier parviendra à s'enfuir et sera finalement appréhendé quelques heures plus tard grâce à d'importants moyens mobilisés pour le retrouver. Il sera condamné le 20 février 2015 à la réclusion criminelle à perpétuité assortie de 30 ans de sûreté.

## Blasonnement
|  | Les armoiries de Collobrières se blasonnent ainsi : D'azur au châtaignier d'argent accosté de deux couleuvres tortillées en pal et affrontées du même, à la bordure d'or chargée des mots COLL à dextre, OBR en chef et IERES à senestre en lettres capitales de gueules |

## Politique et administration
| Période                                  | Période  | Identité         | Étiquette | Qualité |
| ---------------------------------------- | -------- | ---------------- | --------- | ------- |
| Les données manquantes sont à compléter. |          |                  |           |         |
| mars 2001                                | En cours | Christine Amrane | UDI       |         |

## Économie

### Entreprises et commerces

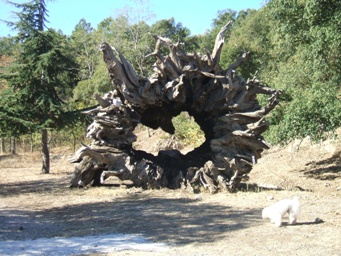
Tronc de châtaignier vide.

#### Agriculture
- Spécialités : les châtaignes (marrons), le vin (côtes de Provence), le liège.
- Éleveurs et agriculteurs.
- Coopérative vinicole Les Vignerons de Collobrières[28]

#### Tourisme
- Restauration[29].
- Hébergements[30] :
  - Hôtels,
  - Chambres d'hôtes,
  - Aire de camping-car.

#### Commerces et services
- Commerces et services de proximité.

## Population et société

### Démographie

#### Évolution démographique
L'évolution du nombre d'habitants est connue à travers les recensements de la population effectués dans la commune depuis 1793. Pour les communes de moins de 10 000 habitants, une enquête de recensement portant sur toute la population est réalisée tous les cinq ans, les populations de référence des années intermédiaires étant quant à elles estimées par interpolation ou extrapolation. Pour la commune, le premier recensement exhaustif entrant dans le cadre du nouveau dispositif a été réalisé en 2004.

En 2022, la commune comptait 1 813 habitants, en évolution de −5,62 % par rapport à 2016 (Var : +4,98 %, France hors Mayotte : +2,11 %).
| 1793  | 1800  | 1806  | 1821  | 1831  | 1836  | 1841  | 1846  | 1851  |
| ----- | ----- | ----- | ----- | ----- | ----- | ----- | ----- | ----- |
| 1 800 | 1 509 | 1 439 | 1 540 | 1 680 | 1 825 | 1 866 | 2 008 | 1 978 |

| 1856  | 1861  | 1866  | 1872  | 1876  | 1881  | 1886  | 1891  | 1896  |
| ----- | ----- | ----- | ----- | ----- | ----- | ----- | ----- | ----- |
| 2 140 | 2 302 | 2 410 | 2 307 | 2 487 | 2 177 | 2 172 | 2 216 | 2 285 |

| 1901  | 1906  | 1911  | 1921  | 1926  | 1931  | 1936  | 1946  | 1954  |
| ----- | ----- | ----- | ----- | ----- | ----- | ----- | ----- | ----- |
| 2 251 | 2 132 | 1 904 | 1 508 | 1 514 | 1 545 | 1 505 | 1 005 | 1 055 |

| 1962  | 1968  | 1975  | 1982  | 1990  | 1999  | 2004  | 2006  | 2009  |
| ----- | ----- | ----- | ----- | ----- | ----- | ----- | ----- | ----- |
| 1 169 | 1 176 | 1 135 | 1 337 | 1 435 | 1 596 | 1 639 | 1 691 | 1 843 |

| 2014  | 2019  | 2022  | - | - | - | - | - | - |
| ----- | ----- | ----- | - | - | - | - | - | - |
| 1 921 | 1 874 | 1 813 | - | - | - | - | - | - |

### Enseignement
Établissements d'enseignements :
- École maternelle,
- École primaire,
- Collèges à Cuers, Bormes-les-Mimosas, La-Londe-les-Maures, Carnoules,
- Lycées à Hyères, Gassin.

### Santé
Professionnels et établissements de santé :
- Médecins à Collobrières, Pierrefeu-du-Var, Bormes-les-Mimosas, Gonfaron,
- Pharmacies à Collobrières, Pierrefeu-du-Var, Bormes-les-Mimosas, Gonfaron,
- Hôpitaux à Pierrefeu-du-Var, Bormes-les-Mimosas.
- Hôpital Privé Toulon Hyères
- Centre hospitalier intercommunal Toulon-La Seyne-sur-Mer.

### Cultes
- Culte catholique, paroisse de Collobrières[37], diocèse de Fréjus-Toulon.

## Lieux et monuments

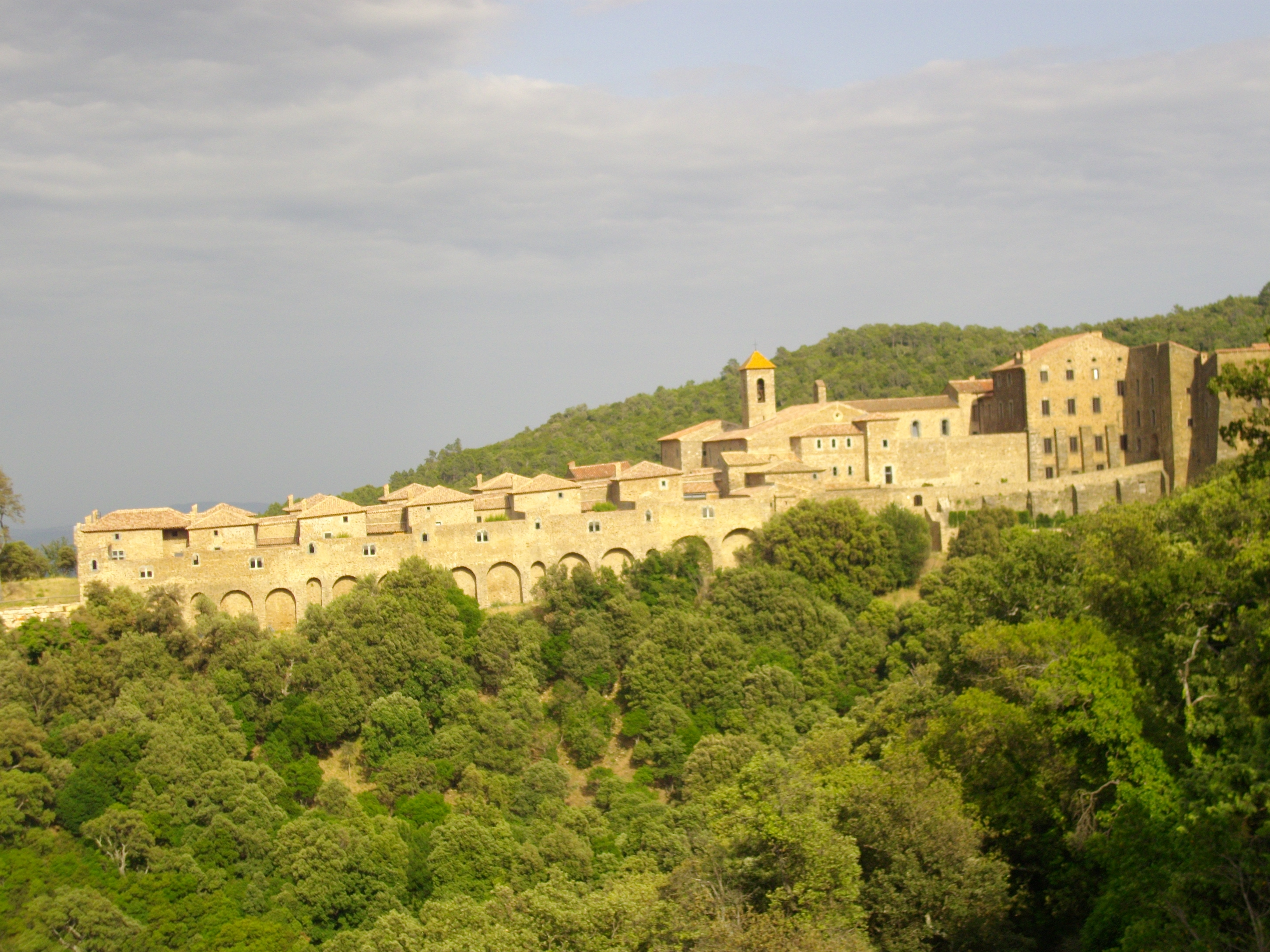
Ancienne chartreuse de la Verne.

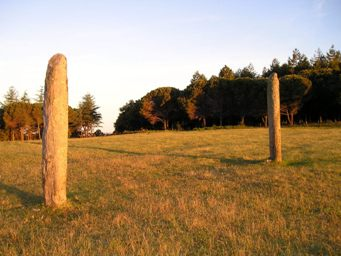
Les menhirs du Lambert.

- Église du monastère Notre-Dame-de-Clémence de la Verne de Collobrières.
- Église Saint-Pons de Collobrières.
- Église Cœur-Immaculé-de-Marie de Collobrières.

Collobrières est un petit village provençal ancien situé au fond d'une vallée du massif des Maures. Accroché à une colline, parcouru de petites ruelles escarpées, en escaliers ou calades, il est une véritable invitation à la promenade.
À voir : place de la Mairie, place Rouget-de-l'Isle, place de l'Église, église Saint-Pons, pont du XIIe siècle, chapelle Notre-Dame-de-Pitié-et-des-Sept-Douleurs.
La cloche de la mairie, de 1645, a été classée au titre des objets mobiliers par arrêté du 7 octobre 1981. À l’origine dans la chartreuse de la Verne, elle fut déplacée dans le clocher de l'ancienne église Saint-Pons, de laquelle où fut placée à la Révolution, en 1873.
Dans les environs : 
- L'ancienne chartreuse de la Verne,
- La chapelle Notre-Dame-des-Anges,
- Le plateau de Lambert avec les menhirs les plus hauts du Var[42],[43] et le tronc de châtaignier millénaire.

## Personnalités liées à la commune
- Auguste Maurel (1841-1899), ancien député du Var, sous-préfet à Toulon et Lodève, ancien conseiller général du canton de Collobrières.
- Maxime Lamotte (1920 - 2007), biologiste et généticien.
- Pierre Boutang (1916-1998) y possédait une maison.
- Justes parmi les Nations à Collobrières[44] :
  - Charles Kettschau
  - Kurt Kettschau
  - Marthe Kettschau
  - Josiane Lebrun